# 太陽と海の教室
『太陽と海の教室』（たいようとうみのきょうしつ、英：Homeroom on the Beachside）は、2008年（平成20年）7月21日から同年9月22日までフジテレビ系列「月9」枠で、毎週月曜日の21:00 - 21:54（JST）で放送された織田裕二主演の連続テレビドラマで同枠の主演は『ラストクリスマス』以来である。全10回。

## 概要
プロデューサーの村瀬健がフジテレビドラマ製作部に配属されてから、初のプロデュース作品となる。村瀬は物語のテーマや設定、櫻井の人物設定を考えるにあたって主演の織田裕二によるエッセイ集『脱線者』を参考にした。その後、脚本は坂元裕二に依頼し、制作関係者で主役以外のキャスティングを決めていった。

## あらすじ
舞台は湘南の超有名な私立進学校・湘南学館高等学校。この学校では理事長の神谷龍之介の教育方針のもと、生徒達は熾烈な受験勉強に励んでいた。校長の長谷部杏花はそんな学園の生徒たちの様子を心配し、異色の経歴を持つ櫻井朔太郎をヘッドハントする。
そんな湘南学館に通う、3年1組の根岸洋貴と白崎凛久は、通学途中に正体不明の男が突如海から現れ、溺れた子供を救出する場面に出くわす。その男は凛久達のクラスの新しい担任教師として赴任した櫻井だった。櫻井は、かつてはエリート商社マンだったが、赴任先のアフリカで教育環境に恵まれない子供たちと出会い、教師に転職した。内戦の続くアフリカの小国で、なにかを守るように戦車に立ち塞がる櫻井の写真が雑誌に掲載されたのが、長谷部校長の目にとまったのだ。櫻井を教師にしたかつての教え子が兵士として重傷を負い、櫻井の胸の中で息を引き取るが、その様子を日本から来ていた少年が携帯で写真撮影していたことに危機感を覚え、日本への帰国を決意する。しかし、長谷部校長の娘榎戸若葉は櫻井が担任になったことに不満を抱く。
櫻井の突飛ともいえる授業手法、時代錯誤な熱血ぶりに、若葉や生徒達は戸惑うばかり。ついには相手にされなくなるが、櫻井はそれを気にすることなく、時には大胆に、時には根気強く、生徒達の問題と向き合い解決していく。体当たりで生徒達を指導する櫻井の姿に、若葉と洋貴、凜久、田端八朗、屋嶋灯里ら生徒達は次第に櫻井を慕うようになっていく。だが、不幸な事故により生徒の一人が命を落としてしまう。
そして、終盤に明らかになる櫻井赴任の本当の理由は湘南学館が抱えるある「秘密」を解決するためだったことが明かされる。

## 登場人物

### 湘南学館高等学校

#### 3年1組
生徒数29人。
櫻井朔太郎〈39〉
演 - 織田裕二
本作の主人公。1968年（昭和43年）10月6日生まれ。長谷部が呼び寄せた教師で、担当は現代文。3年1組の担任となる。型破りな言動で、周囲からは困惑の目で見られている。熱血漢だが飄々として掴み所の無い性格だが、いざという時には超人的な“できる男”ぶりを発揮。川辺が事故で重傷を負った際には、フェリーの甲板で止血のための縫合手術を行っている。東京大学経済学部経営学科を首席卒業後、スタンフォード大学経営大学院大学も修了し、24歳でMBAを取得した高学歴のエリートで、かつては商社マンだったが、赴任先のアフリカの貧困国でのとある体験から教師に転職。家族構成や結婚歴など、謎が多い。葬祭時を除き、基本的にノーネクタイ。オフではサングラスをかけることもある。
榎戸若葉〈23〉
演 - 北川景子
3年1組副担任。現代文担当の新米教師で、長谷部校長の娘。櫻井と同じく東京大学卒業で、元ミス東大だった。子供の頃から成績優秀だったが、特にやりたい事が見つからなかった為、親のコネで湘南学館の教師になる。そのため、腰掛けという意識が強く、結果的にやる気も信念もない、事なかれ主義のOL教師となっていた。川辺の事故に際し、責任がとれないことから事なかれを貫こうとするも、彼の命を救おうと懸命な櫻井や洋貴たちを見ていられず、最後には協力する。ある出来事を機に教師としてのやり甲斐を見出していく。櫻井に対してはその授業手法に驚くばかりだったが、徐々に信頼と尊敬の念を抱いていく。
根岸洋貴〈18〉
演 - 岡田将生（幼少期：北村匠海）
水泳部のエース。天然パーマ。ルックス・性格共に良く、3年1組のリーダー的存在。ただし成績だけはいつも悪い。父のような造船技師を夢見たが、実家の造船所が大手の造船会社の下請けになってしまい、変わり果てた父の姿を見て将来に絶望していた。しかし、櫻井と出会うことで本来の自分を取り戻していく。好物はクレープ。凜久とは相思相愛で、それを知る八朗や灯里は冷やかしたり協力したりだが、洋貴が素直になれないせいで一向に二人の仲は進展しなかった。卒業後は凜久と同じ大学に進学したいという程度の考えだったが、最終回では父の跡を継ぐべく、造船学科のある広島の大学に進学することを凜久に明かし、『好き』と言う自分の気持ちを伝える。
白崎凜久〈17〉
演 - 北乃きい（幼少期：白坂奈々）
いつも櫻井に巻き込まれる形で行動を共にしている。湘南学館の伝統行事、「日輪祭」の実行委員長となる。明るく元気で少しおっちょこちょい。小学生の頃から男子にはモテていたが深い交際をしたことがなく処女。友達思いの性格ゆえに、友人からは多少おせっかいに受け取られることもある。実家は“CAFE  SEA-LASS”という喫茶店で、放課後の生徒たちのたまり場となっている。根岸洋貴とは小学校以来の幼馴染で頻繁に行動を共にする為、周囲からは交際中だと思われているが当人同士はあいまいな関係。過去に洋貴とキスをしていたことを忘れていたが、あることがきっかけで思い出す。最終回で洋貴に告白され恋人に。
田幡八朗〈18〉
演 - 濱田岳
通称ハチ。もじゃもじゃ頭の三枚目キャラで、場の空気を盛り上げるムードメーカー的な存在。実家はせんべい屋。優しい性格で常にユーモアを忘れない。屋嶋灯里が大好きだと本人の前でも公言していたが、全く相手にされていなかった。洋貴にとっては無二の親友であり良き理解者。様々な事件を経て灯里への想いが実る。だが、級友の次原雪乃が自暴自棄になり自殺願望から引き起こしたクルーザーの海難事故に巻きこまれ、最期まで雪乃に死を思い留まらせようと体を張った結果溺死する。櫻井に憧れ、将来は彼のような教師を目指そうとしていた。さそり座のO型。
屋嶋灯里〈18〉
演 - 吉高由里子
多忙な両親の元で育ったせいか、クールで大人びた性格であり、学年一の美少女とも言われる。髪も茶髪で、いわゆるギャル系。年上の男性7人と同時に交際し遊んでいた。そのことが元でトラブルに巻き込まれたが櫻井に救われる。根は純情で身持ちも堅く、子供好きで面倒見も良い。実は洋貴の事が好きだが、洋貴には凜久がいたため自身の本心を伝えずにいた。八朗のことは、自分の言う事ならなんでも聞くパシリ程度にしか思っていなかったが、やがてその一途な優しさを理解し、次第に惹かれ付き合うようになるが、その矢先に八朗を失うことになり、悲恋に終わる。好きな色は水色、好物は練乳。最終回で教師になることを決意する。
楠木大和〈17〉
演 - 冨浦智嗣
子供の頃から成績優秀で哲学的。だが、勉強以外に能がない事に劣等感を抱いており、成績の悪い人物を見下す傾向がある。
日垣茂市〈18〉
演 - 鍵本輝（Lead）
水泳部。スポーツ推薦で入学した根っからの体育会系。激情家で友情に厚い。特技はサーフィン。洋貴とは良き友達である。
澤水羽菜〈17〉
演 - 谷村美月
学年トップの成績。冷めたガリ勉タイプのようだが、大和との恋を機に受験勉強に疑問を抱き、全校スピーチでその疑問をぶつけた為に、学校側から退学処分まで検討されてしまう。だが後に、櫻井の助言で勉強への意味を見つけ、大和と共に受験に邁進する。志望校は慶應義塾大学医学部医学科だったが、最終回で介護の仕事ができるような勉強をしたいと告白する。
川辺英二〈18〉
演 - 山本裕典
一見、孤高に見える不良の様なルックスで、優等生タイプの多い湘南学館では浮いた存在。学校を辞めようとしていたのを若葉の説得で思い留まったが、以降若葉にアプローチを掛けるようになる。本来は頭が良く楽観的な性格だったが、家庭環境が元で、成績が落ちる一方だった。遂には万引き事件をも発覚する。実は、入院中の母親にかわって慣れない家事をしながら幼い弟妹を育てており、金銭的に困窮して粉ミルクなどを万引きしたのだった。そうした事情を見抜いた櫻井は、川辺に協力する。
だが、神谷理事長により児童相談所に通報され、弟妹と引き離されそうになったことに抵抗。洋貴たちの協力で二人を連れてフェリーに逃げ込む。教師たちの追跡をかわすためボイラー室に隠れるが、弟の危機を救うため倒れた機材の下敷きとなって重傷を負う。その現場に櫻井たちが駆けつけ、的確な処置を行ったことで一命を取り留める。櫻井の縫合手術の間に、弟たちは川辺が思うほど弱くないと説得され、当面施設に託すことを了解する。
貴林優奈〈17〉
演 - 黒瀬真奈美
3年1組の女子の学級委員長。とても真面目な性格。三崎に思いを寄せている。
三崎雅行〈18〉
演 - 中村優一（当時D-BOYS）
ピアノ特待生だが、周囲からの期待に反発することも。サラサラヘアーのピアノ王子。
次原雪乃〈17〉
演 - 大政絢
ティーンズ雑誌「TOPTEEN」でファッションモデルをしているお嬢様。親友だと思っていた同級生の野々村美優に、彼氏を奪われ拒絶されたことから自殺願望を抱くようになり、周囲を事件に巻き込む。
伴野圭吾〈18〉
演 - 賀来賢人
3年1組の男子の学級委員長。元バスケ部のキャプテンで、スポーツ万能。
船木真由〈17〉
演 - 前田敦子（当時AKB48）
夜な夜なUFOや宇宙人と交信していると真顔で公言しており、そのためか授業中はほとんど爆睡している。幼い頃に本当の両親に捨てられ、施設で現在の育て親達に引き取られた。周囲からは不思議ちゃん扱いされている。その虚言癖や妄想癖は、自分が本当の両親に捨てられたことによる心の傷に起因している。第6話では、櫻井から校庭にUFOを呼ぶという体で呼び出されて、誕生日を祝ってもらうというサプライズを受けた後、育ての親と打ち解けた。
藤沢理紗〈17〉
演 - 忽那汐里
水泳部マネージャー。
- 椿木朱音 - 夏生さち
- 稲村淳 - 伊藤未希
- 鎌倉亮太 - 大和田健介
- 猿島浩二 - 後藤和雄
- 石上雄太 - 齋藤遼
- 江嶋陽子 - 戸叶恵梨佳
- 平塚航太 - 松永一哉
- 和田明洋 - 木ノ本嶺浩

- 諏訪瞳 - 彩木里紗
- 丸山大輔 - 大川雅大
- 片瀬みずほ - 源崎トモエ
- 千葉沙紀 - 小松原明紀
- 荒井奈美 - 柊子（JK21）
- 腰越カイト - 中川翔太
- 鵠沼もえ - 和香奈

#### 教員関係者
神谷龍之介〈55〉
演 - 小日向文世
理事長。教育方針をめぐって櫻井と対立する。元々は実業家で、赤字の名門校を買収しては、徹底した成果主義で黒字転換に成功してきた教育界の改革派の旗手。中卒から苦労を重ねて成り上がり、現在の地位まで登り詰めた自らの体験と学歴コンプレックスからか、生徒達を難関大学に合格させる事には人一倍強い拘りを持っているが、生徒を番号で呼ぶなど生徒個人への関心は薄い。理念の反する校長の長谷部からも、櫻井を招聘した直後に人事権を奪っており、正面から意見できる人間は校内にはいないワンマン。最終的には不正の責任を問われ、学校を去る。服装は常にダークスーツに地味なネクタイ。
長谷部杏花〈50〉
演 - 戸田恵子
校長。若葉の母。日本女子大学卒業。櫻井を湘南学館高等学校に呼び寄せた張本人。学園のとある秘密を知っており、櫻井こそが解決の鍵を握っていると期待している。自由な校風と生徒の人格を尊重する教育を信念としていたが、神谷の理事長就任後は、賛同してくれる人間は徐々に神谷によって排除されており、櫻井を招聘して以降は校長でありながらも実権は失ってしまっている。
柴草修平〈38〉
演 - 八嶋智人
数学教師、進路指導担当（湘南学館は進学校のため、主に受験指導主任と呼ぶ）。なぜかいつも派手なスーツを着ており、櫻井を一方的にライバル視している。神谷など、権力のある人間に弱いゴマすりのお調子者だったが、後に高校の大問題を知ってしまってからは、徐々に神谷派と距離を置くようになり、後に櫻井と和解し、協力する。世界史の教員免許も持っている。
赤木保則〈36〉
演 - 池田鉄洋
音楽教師。音楽は進学校では主要教科目ではないため、素質のある生徒を芸大に合格させることにこだわっている。履修漏れ発覚後、櫻井に協力。
真山春佳〈31〉
演 - 吉瀬美智子
英語教師。常に無口で無表情でクールで私生活は謎に包まれている。理事長の秘書的な立場であり彼の理念に賛同しており、最後まで従う。
与田典人〈29〉
演 - 今井ゆうぞう
体育教師。柴草・赤木同様、履修漏れ発覚後、櫻井に協力している。
槇村肇〈45〉
演 - 小林すすむ
副校長。理事長のイエスマンだったが、履修漏れ発覚後は櫻井に協力。家庭科の教員免許も持っている。

### ゲスト
- 根岸正洋 - 松重豊（第1話）
  - 洋貴の父。造船所を大手の下請けにされてからは落ちぶれていたが、櫻井の手助けもあり立ち直る。
- 末吉春臣 - 中村倫也（第1話）
  - 湘南西高の生徒であり、根岸造船所を下請けにした大手の社長の息子。その父親の権威を振りかざして洋貴をパシリ扱いしていた。水泳の対抗戦で八百長をするよう脅迫したり、凛久を利用しようとするなどしたが、櫻井に邪魔をされた為、呆気なく退散する。
- 白崎珠美（凜久の母） - 未來貴子（第1・4・最終話）
- お婆さん - 市川千恵子（第1話）
- 河端正吾 - 要潤（第2話）
  - 灯里の交際相手の一人。ストーカー的な性格で、灯里を別荘に誘い出し監禁しようとする。
- 小池祐也 - みっちー（第2話）
- 真衣 - 星井七瀬（第4話）
- 清花 - 渡辺万美（第4話）
  - 共に凛久の友人で、彼女の恋愛経験の少なさをからかう。
- 羽菜の母 - 日下由美（第5話）
- 船木高彦 - ダンカン（第6話）
- 船木鈴実 - 美保純（第6話）
  - 真由の両親。だが、幼い真由を施設から引き取った里親であるため、血の繋がりは無い。中華料理店を経営。
- 野々村美優 - 小林夏子（第7話）
  - 雪乃の元親友。
- 次原克晴 - 木村靖司（第8話）
- 次原恵利 - 秋本奈緒美（第8・9話）
  - 雪乃の両親。かなり経済的に裕福。
- 田幡直子 - 梅沢昌代（第9話）
- 田幡久志 - 竹本和正（第9話）
  - 八朗の両親。

## スタッフ
- 脚本 - 坂元裕二
- 演出 - 若松節朗、谷村政樹、村谷嘉則、永山耕三
- 音楽 - 服部隆之
- プロデュース - 村瀬健

美術
- 美術プロデュース - 関口保幸
- アドバイザー - 塩入隆史
- デザイン - 棈木陽次
- 美術進行 - 竹田政弘
- 大道具 - 西田裕一
- 操作 - 佐藤大輔
- 建具 - 船岡英明
- 装飾 - 伊藤則久
- 持道具 - 山本恵
- 衣裳 - 中野晴海
- スタイリスト - 大迫靖秀
- メイク - 齋藤美穂
- 視覚効果 - 田村憲行
- 電飾 - 森智
- アクリル装飾 - 竹中大悟
- 生花装飾 - 牧島美恵
- 植木装飾 - 原利安
- フードコーディネーター - 住川啓子
- CGプロデュース - 冨士川祐輔
- タイトルバック - 尾形竜太

制作
- スケジュール - 森保伸二
- 監督補 - 村谷嘉則
- 演出補 - 後藤庸介
- 制作担当 - 竹井政章
- 制作主任 - 山田のぞみ
- 記録 - 寺田まり
- プロデュース補 - 秋山八重子
- ラインプロデュース - 斉藤あや
- 協力 - フェイスミュージック、バスク、FLT、ファン
- 制作 - フジテレビドラマ制作センター
- 制作著作 - フジテレビ

技術
- 技術プロデュース - 松下真史
- 撮影 - 栗栖直樹
- TD - 山岸桂一
- 照明 - 高橋幸司
- 映像 - 矢沢由邦
- 音声 - 矢川祐介
- 編集 - 新井孝夫
- ライン編集 - 杉山英希
- 選曲 - 藤村義孝
- 音響効果 - 谷川義春
- MA - 市村聡雄
- ピアノ指導、吹替 - 高原逸

広報
- 編成 - 金井卓也
- 広報 - 谷川有季
- ホームページ - 丸谷利一
- 広告宣伝 - 吉田和江
- スチール - 得本公一
- アクションコーディネーター - 釼持誠

## 主題歌&サントラ等
- UZ（ユーズィー）「君の瞳に恋してる」（ユニバーサルシグマ、2008年8月20日発売）
  - なお、フジテレビがFCI（アメリカ合衆国現地法人）を通じ、アメリカ合衆国内で当ドラマを放送した時には、オリジナル楽曲の版権の都合上、カバーバージョンであっても使用することができなかったためか、全く別のインストゥルメンタル曲に差し替えられた。
- 「太陽と海の教室」オリジナル・サウンドトラック（ユニバーサルシグマ、2008年9月3日発売）
- サイモン&ガーファンクル「サウンド・オブ・サイレンス」（クレジット非表記）

## 放送日程
| 各話                                                        | 放送日  | サブタイトル                                                             | 演出     | 視聴率 |
| ----------------------------------------------------------- | ------- | ------------------------------------------------------------------------ | -------- | ------ |
| 第1話                                                       | 7月21日 | 地球一熱い教師が海からやってキター!!                                     | 若松節朗 | 20.5%  |
| 第2話                                                       | 7月28日 | 地球一熱い教師VS恋を金で売る女生徒! 本気で好きなら胸を張って馬鹿になれ!! | 若松節朗 | 14.4%  |
| 第3話                                                       | 8月04日 | 死ぬな! お兄ちゃんまさかの船上大手術                                     | 谷村政樹 | 12.7%  |
| 第4話                                                       | 8月11日 | 崖の上のショパン                                                         | 谷村政樹 | 10.7%  |
| 第5話                                                       | 8月18日 | 優等生の反乱…明かされた秘密                                              | 若松節朗 | 14.7%  |
| 第6話                                                       | 8月25日 | 友達のSOSが聞こえますか?                                                 | 村谷嘉則 | 14.0%  |
| 第7話                                                       | 9月01日 | 友達の死…先生ごめんなさい                                                | 永山耕三 | 14.1%  |
| 第8話                                                       | 9月08日 | 友達の死・最後に見た君の笑顔…さよならは突然に                            | 谷村政樹 | 13.3%  |
| 第9話                                                       | 9月15日 | さよなら                                                                 | 永山耕三 | 14.5%  |
| 最終話                                                      | 9月22日 | 最後の授業…涙のラストメッセージ                                          | 若松節朗 | 15.6%  |
| 平均視聴率 14.8% （視聴率は関東地区・ビデオリサーチ社調べ） |         |                                                                          |          |        |

## その他
- タイトルバック及び一部の放送話を除き、エンディングのスタッフロール時は海から巨大な櫻井朔太郎が現れ、榎戸若葉と3年1組の生徒たちが大騒ぎしながら捕獲するという『ガリバー旅行記』をモチーフにCGでデフォルメしたものとなっている。
- 清潔な教師役を演じるため髪をばっさり切ったり、第1話で海に入ったためにずぶ濡れとなったスーツは、櫻井が海から現れたシーンをふまえて海水を吹き付けて濡らして撮影した（北乃きいのインタビューより）など、この作品で主演の織田裕二自身が櫻井役に徹するエピソードが語られている。
- ローソンからタイアップ商品として、劇中に登場する焼きそばをイメージした「太陽と海の塩焼きそば」が発売された。シーフード入り。
- 同じクールに放送中の同局の土曜ドラマ『33分探偵』の第4話にこのドラマの教室のセットが使用された。また、この回には生徒役の濱田岳が出演した。
- 第7話では放送途中に福田康夫内閣総理大臣辞任によるFNN報道特別番組が放送されたため中断し、通常より20分繰り下げて放送された。「月9」枠のドラマがニュースで中断するのは極めて珍しいケース。
- 制作スタッフは、櫻井の人物設定を考えるにあたって織田裕二のエッセイ集『脱線者』を参考にしたという。

## 主要ロケ地
- 千葉県銚子市
  - 千葉科学大学 - 湘南学館高等学校の外観など（教室はセット)
- 千葉県南房総市
- 千葉県市川市
- 千葉県船橋市
- 神奈川県三浦市
  - BEACH-BUM - 白崎凜久の実家、CAFE SEA-LASS（店内以外の部分、店内はセット）
- 神奈川県藤沢市
- 神奈川県鎌倉市
- 神奈川県横須賀市
- 神奈川県川崎市
- 神奈川県厚木市
- 東京都目黒区
- 東京都江戸川区